# Charles Lefrançois
Charles Lefrançois, född 19 december 1972, är en friidrottare från Kanada. Han deltog vid olympiska sommarspelen 1996.